# Dakara
Dakara (indirizzo Stargate: ) è un pianeta immaginario dell'universo fantascientifico di Stargate SG-1.
Dakara fu la prima colonia degli Antichi nella Via Lattea e il luogo dove nacquero poi i Jaffa. Dopo la loro ribellione contro i Goa'uld, divenne anche la capitale della Nazione libera Jaffa.

## Storia
Tra i 50 e i 30 milioni di anni fa, gli Antichi raggiunsero la Via Lattea e fondarono una prima colonia su Dakara. Milioni di anni dopo una piaga colpì gli Antichi, sterminandoli quasi tutti. Quando fuggirono verso la Galassia di Pegaso, attivarono un'arma costruita proprio su Dakara, la Super arma di Dakara, che eliminò ogni forma di vita nella Via Lattea, attraverso gli Stargate che vennero attivati in contemporanea. Con la stessa arma, rigenerarono la vita nella galassia, come vi esisteva prima, non ricreando però il virus che li aveva colpiti. La locazione dell'arma è in una piccola camera nascosta dietro un muro con un "puzzle" complesso come chiave per accedervi. Proprio di fronte alla camera, è situato lo Stargate.
Dopo la scomparsa degli Antichi, il pianeta divenne un dominio dei Goa'uld. I Signori del sistema sapevano dell'esistenza dell'arma ma non furono in grado di trovarla. Sul pianeta i Goa'uld crearono i primi schiavi Jaffa e, sempre su Dakara, avvenne il primo Prim'tah. Al tempio, i Jaffa ricevevano il loro simbionte e quindi la loro forza. L'idea di entrare nel tempio, per i Jaffa, era impensabile.
Verso la fine dell'impero dei Goa'uld, Dakara fu uno degli ultimi territori di Ba'al. Essendo tatticamente debole, Ba'al posizionò diversi Ha'tak a difesa del pianeta.
La copia Replicante di Samantha Carter tentò di distruggere l'arma perché sapeva che poteva essere riprogrammata per eliminare tutti i Replicanti della galassia. Anubis cercò di impossessarsi dell'arma per ripopolare la galassia secondo la propria volontà.

### Ribellione Jaffa
Per aiutare il suo popolo, Teal'c credeva che prendendo il possesso di Dakara e rivendicandolo per la Nazione libera Jaffa, molti guerrieri Jaffa si sarebbero ribellati contro i loro padroni e si sarebbero uniti alla sua causa. Dopo una lunga e sanguinosa battaglia, i Jaffa riuscirono a respingere sia i Goa'uld che i Replicanti, liberando il pianeta dagli oppressori. La posizione dell'arma fu trovata da Samantha Carter che modificò l'arma e la usò per distruggere i Replicanti in tutta la galassia. La conquista del pianeta segnò l'inizio della fine dell'impero dei Goa'uld. Jaffa da tutta la galassia si ribellarono contro i loro Signori e giunsero su Dakara per unirsi ai propri simili e creare un governo democratico.

### L'invasione degli Ori
Durante l'invasione della Via Lattea, i Jaffa usarono la super arma per distruggere l'equipaggio di una nave madre Ori. Adria prese il controllo della nave e devastò il pianeta con le sue armi, distruggendo il tempio, e quindi l'arma degli Antichi, e uccidendo la maggior parte del Consiglio dei Jaffa. Lo Stargate sembra restare intatto infatti l'SG-1 lo usa, poco tempo dopo, con successo per giungere sul pianeta.
L'SG-1 giunse su Dakara per cercare l'Arca della verità, un'arma in grado di mostrare la verità ai Priori e di demolire indirettamente la minaccia degli Ori. Su Dakara la squadra viene attaccata dall'esercito Ori, guidato da Tomin. L'SG-1 riesce ad uccidere un Priore e ciò mina la fede di Tomin negli Ori come dei, dato che avrebbero dovuto proteggere il Priore. Tomin si arrende all'SG-1 e, in seguito, andrà con la squadra sulla Terra per aiutarli a respingere l'invasione degli Ori.
Una volta sconfitti gli Ori, Dakara tornò ad essere la capitale dei Jaffa.